# 拉巴斯地区

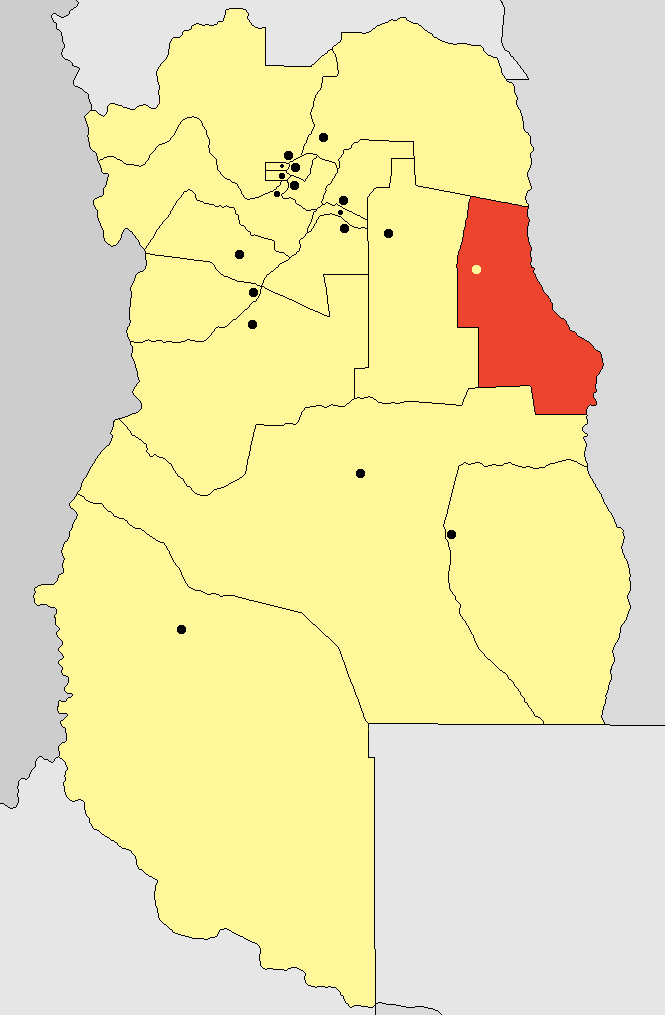
地理位置

拉巴斯地区，为阿根廷门多萨省的一个行政区。总面积7,105km²，总人口9,500。行政中心为拉巴斯市。

## 行政区划
拉巴斯地区分为4个区:
- 德萨瓜德罗
- 北拉巴斯
- 南拉巴斯
- Villa Antigua